# Каміль Шотан
Каміль Шотан (фр. Camille Chautemps; 1 лютого 1885, Париж — 1 липня 1963, Вашингтон) — французький політичний діяч (в 20—30-х рр. один з керівників радикалів), юрист, в 1930 і 1933–1934 - прем'єр-міністр Франції. Залишив свою посаду 1934 у зв'язку з ускладненням ситуації в суспільстві, що було спричинено так званою «справою Ставиське».
Під час діяльності першого уряду Народного Фронту Леона Блюма відійшов від справ, але після відставки уряду Блюма знову нетривалий час займав пост прем'єр-міністра (1937—1938). Уряд Шотана вважався також урядом Народного фронту, але насправді дедалі більше відходив від його політики.
У 1940 році підтримав Петена, який запропонував здатись окупаційному режиму Гітлера і створив підпорядкований Німеччини формально незалежний уряд у Віші.
Після Другої світової війни жив у Парижі й у Вашингтоні.